# Arpajon-sur-Cère
Arpajon-sur-Cère é uma comuna francesa na região administrativa de Auvérnia-Ródano-Alpes, no departamento de Cantal. Estende-se por uma área de 47,71 km². Em 2010 a comuna tinha 6 436 habitantes (densidade: 134,9 hab./km²).